# Saint-Georges-de-Clarenceville
Clarenceville (anteriormente designado Saint-Georges-de-Clarenceville hasta el 22 de septiembre de 2022), antes conocido como St. George y Clarenceville, es un municipio de la provincia de Quebec en Canadá. Es uno de los municipios pertenecientes al municipio regional de condado de Le Haut-Richelieu, en la región de Montérégie-Est en Montérégie.

## Geografía

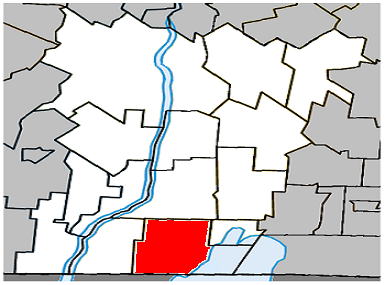
Ubicación de Saint-Georges-de-Clarenceville en el MRC de Le Haut-Richelieu

Saint-Georges-de-Clarenceville se encuentra en la planicie del San Lorenzo, en el extremo norte del lago Champlain. Está situado en la frontera entre Quebec y el estado estadounidense de Vermont, en la parte sur del MRC de Le Haut-Richelieu, 25 km al sur de Saint-Jean-sur-Richelieu, sede del MRC.  Se ubica entre Noyan al oeste, Henryville al norte, Venise-en-Québec y la bahía Missisquoi al este, así como Alburgh en el condado de Grand Isle (Vermont) al sur. Su superficie total es de 81,37 km², de los cuales 62,84 km² son tierra firme.

## Historia

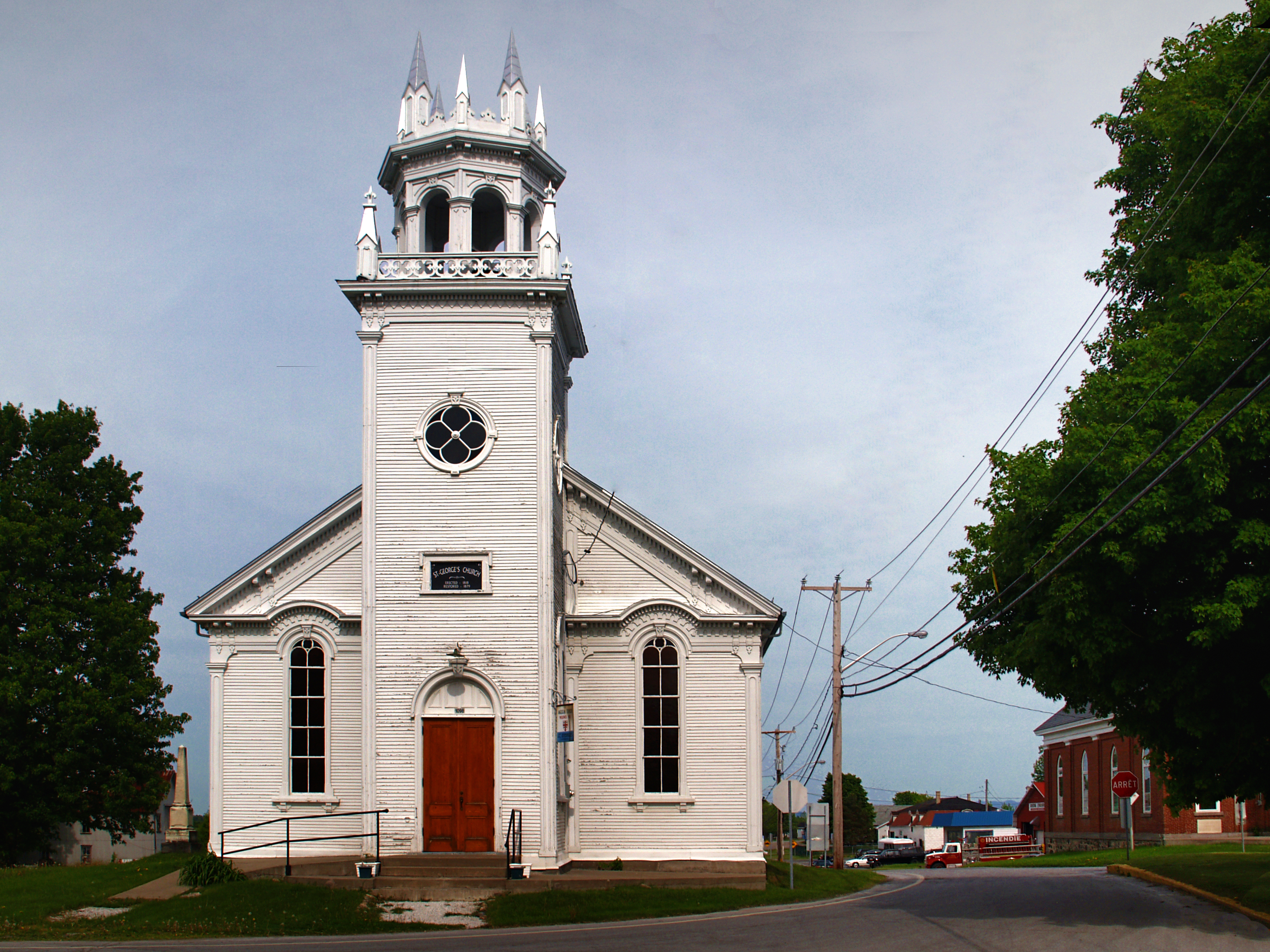
Iglesia Saint-Georges

Saint-Georges-de-Clarenceville está ubicado en los antiguos señoríos de Sabrevois y de Noyan, en Nueva Francia. Los primeros habitantes fueron Lealistas que se establecieron en la localidad hacia 1785. En 1832, la oficina de correos de Clarenceville fue implantada en la localidad y la parroquia protestante de Saint-Georges-de-Noyan fue implantada en 1835. El topónimo de Clarenceville procede del título nobiliario de duque de Clarence que llevaba Guillermo IV del Reino Unido aunque el nombre de Saint-Georges honra el rey Jorge III, padre de Guillermo IV. La municipalidad de Clarenceville, que comprendía una parte de la parroquia, fue creada en 1845 pero fue incorporada en el condado de Rouville en 1847. El municipio de St. George fue instituido en 1855. En 1920, el municipio de pueblo de Clarenceville fue creado por separación del municipio de parroquia. En 1957, el municipio de parroquia cambió su nombre por el de Saint-Georges-de-Clarenceville. El municipio actual resultó de la fusión de los municipios de parroquia y de pueblo en 1989.

## Política

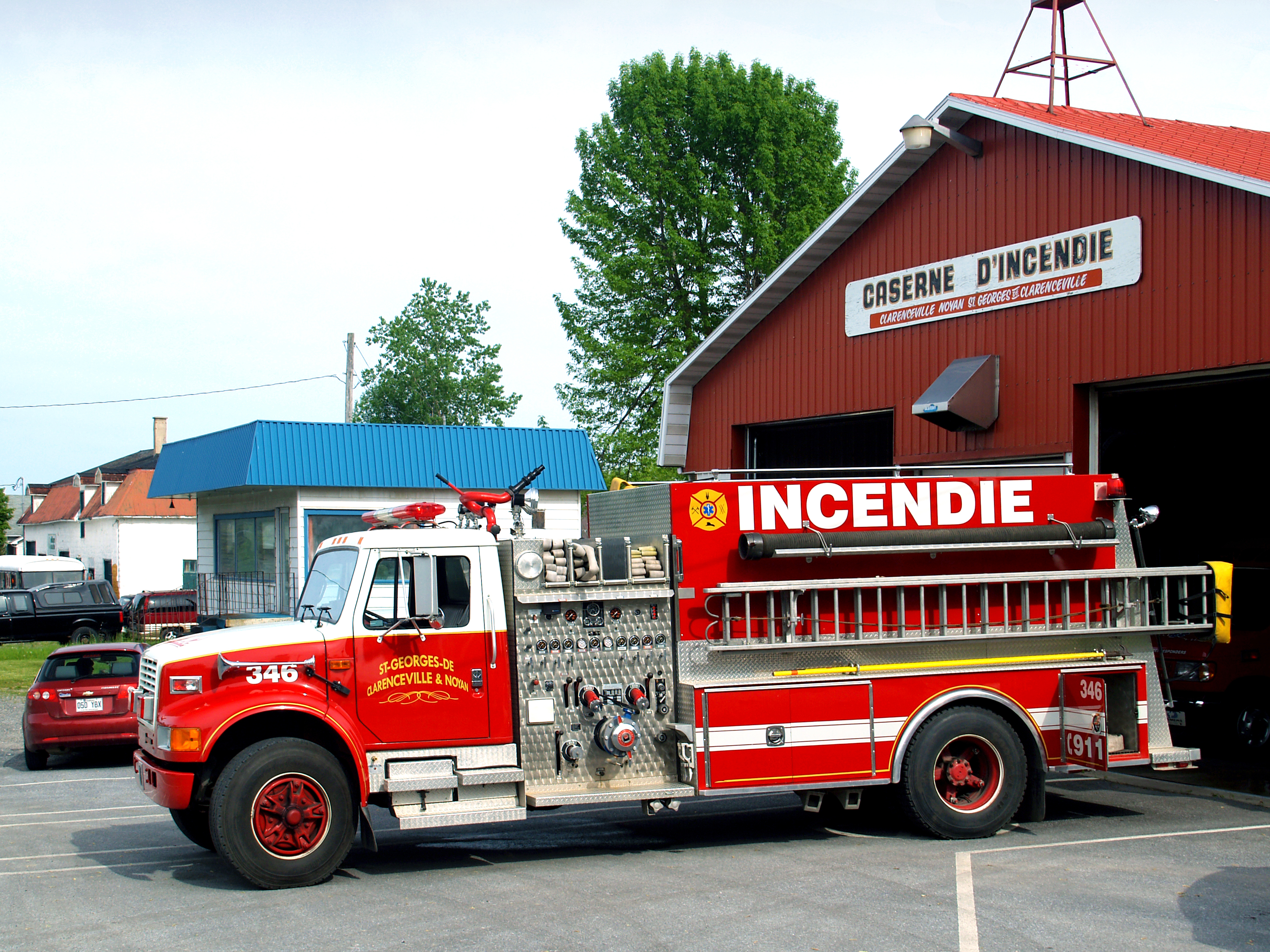
Parque de bomberos

El consejo municipal está compuesto por seis consejeros, sin división territorial.
|            | 2005-2009 | 2009-2013                                                                                                 | 2013-2017                                                                               |
| Alcalde    | Kenneth Miller                                                                                                  | Louis Hak                                                                                                 | Renée Rouleau                                                                           |
| Consejeros | David Adams Robert Boudreau Louis Hak Margaret Donna Howarth Schoolcraft Nicole Messier Venneman Hinrich Peters | David Adams Yves Barrière Pierre Boisvert Robert Boudreau Margaret Donna Howarth Schoolcraft Claude Piché | David Adams Linda Davignon Mélanie Grimard David Shedrick Carol Venneman Chad Whittaker |

El municipio está incluido en la circunscripción electoral de Iberville a nivel provincial y de Brome-Missisquoi a nivel federal.

## Demografía
Según el censo de 2011, contaba con 1056 habitantes. La densidad de población era de 16,6 hab./km². Entre 2006 y 2011 hubo una disminución de 50 habitantes (4,5 %). En 2011, el número total de inmuebles particulares fue de 718, de los que 476 estaban ocupados por residentes habituales, del resto la mayor parte eran segundas residencias. La población es mitad francófona y mitad anglófona. La población local se duplica durante el verano.
Evolución de la población total, 1991-2011

## Economía
Las principales actividades económicas locales son la agricultura y el veraneo.